# Tromsø Idrettslag 2007
Questa voce raccoglie le informazioni riguardanti il Tromsø Idrettslag nelle competizioni ufficiali della stagione 2007.

## Rosa
| N. |                                 | Ruolo | Calciatore              |
| -- | ------------------------------- | ----- | ----------------------- |
| 1  | Norvegia (bandiera)             | P     | Knut Borch              |
| 2  | Norvegia (bandiera)             | D     | Thomas Braaten          |
| 3  | Norvegia (bandiera)             | D     | Tore Reginiussen        |
| 4  | Norvegia (bandiera)             | A     | Morten Moldskred        |
| 5  | Norvegia (bandiera)             | D     | Christian Steen         |
| 6  | Norvegia (bandiera)             | C     | Helge Haugen            |
| 7  | Norvegia (bandiera)             | C     | Joachim Walltin         |
| 8  | Norvegia (bandiera)             | D     | Thomas Hafstad          |
| 9  | Canada (bandiera)               | C     | Patrice Bernier         |
| 9  | Norvegia (bandiera)             | C     | Bjørn Lidin Hansen      |
| 10 | Norvegia (bandiera)             | A     | Sigurd Rushfeldt        |
| 11 | Norvegia (bandiera)             | C     | Ruben Yttergård Jenssen |
| 12 | Bosnia ed Erzegovina (bandiera) | P     | Sead Ramović            |
| 12 | Norvegia (bandiera)             | P     | Thomas Tøllefsen        |
| 13 | Canada (bandiera)               | P     | Kenny Stamatopoulos     |
| 14 | Norvegia (bandiera)             | C     | Roger Risholt           |

| N. |                       | Ruolo | Calciatore        |
| -- | --------------------- | ----- | ----------------- |
| 14 | Canada (bandiera)     | A     | Stephen Ademolu   |
| 15 | Norvegia (bandiera)   | D     | Yngvar Håkonsen   |
| 16 | Norvegia (bandiera)   | D     | Hans Åge Yndestad |
| 17 | Norvegia (bandiera)   | A     | Vegard Braaten    |
| 18 | Norvegia (bandiera)   | C     | Lars Iver Strand  |
| 19 | Norvegia (bandiera)   | C     | Martin Knudsen    |
| 20 | Svezia (bandiera)     | C     | Bovar Karim       |
| 21 | Norvegia (bandiera)   | D     | Hans Norbye       |
| 22 | Estonia (bandiera)    | C     | Joel Lindpere     |
| 24 | Norvegia (bandiera)   | D     | Henrik Nordnes    |
| 25 | Islanda (bandiera)    | A     | Hörður Sveinsson  |
| 25 | Norvegia (bandiera)   | A     | Ole Martin Årst   |
| 26 | Norvegia (bandiera)   | D     | Tom Høgli         |
| 27 | Costa Rica (bandiera) | C     | Douglas Sequeira  |
| 29 | Norvegia (bandiera)   | D     | Jo Nymo Matland   |
| –– | Norvegia (bandiera)   | D     | Miloš Vučenović   |

## Risultati

### Campionato

#### Girone di andata
| Arbitro: | Berntsen (Vang) |

|             |           |  |
| Sequeira 8’ | Marcatori |  |

| Arbitro: | Sælen (Bergen) |

|                                           |           |                                  |
| Skjelbred 27’ Iversen 42’, 56’ Tettey 90’ | Marcatori | 24’, 33’ Bernier 40’ (rig.) Årst |

| Arbitro: | Helgerud (Lier) |

|               |           |              |
| Rushfeldt 50’ | Marcatori | 27’ Pedersen |

| Arbitro: | Moen (Haugesund) |

|                         |           |               |
| Madsen 42’ Tegström 44’ | Marcatori | 29’ Rushfeldt |

| Arbitro: | Staberg |

|                                           |           |             |
| Sequeira 9’ Strand 16’ Årst 23’ Steen 49’ | Marcatori | 15’ Bjørkøy |

| Arbitro: | Sandmoen |

|  |           |           |
|  | Marcatori | 8’ Strand |

| Arbitro: | Alseth (Stjørdal) |

|                           |           |                    |
| Rushfeldt 29’ Knudsen 35’ | Marcatori | 24’ (rig.) Sundgot |

| Arbitro: | Sælen (Bergen) |

|                                            |           |                                                 |
| Hoff 34’ Powell 45’ Obasi 54’ Knudtzon 87’ | Marcatori | 16’ Reginiussen 69’ Rushfeldt 89’ (aut.) Tessem |

| Arbitro: | Edvartsen (Hamar) |

|  |           |                     |
|  | Marcatori | 76’ Olsen 88’ Aarøy |

| Arbitro: | Hagen (Grue) |

|                                |           |              |
| Steen 45’ (aut.) Ijeh 78’, 81’ | Marcatori | 28’ Håkonsen |

| Arbitro: | Hauge (Bergen) |

|            |           |                             |
| George 50’ | Marcatori | 63’ Rushfeldt 64’ Moldskred |

| Arbitro: | Moen (Haugesund) |

|  |           |               |
|  | Marcatori | 60’ Alanzinho |

| Arbitro: | Sandmoen |

|                              |           |              |
| Moen 33’ Andresen 69’ (rig.) | Marcatori | 31’ Håkonsen |

#### Girone di ritorno
| Arbitro: | Hauge (Bergen) |

|                  |           |                            |
| Jalland 37’, 76’ | Marcatori | 14’ Moldskred 19’ Sequeira |

| Arbitro: | Sælen (Bergen) |

|                    |           |            |
| Moldskred 16’, 34’ | Marcatori | 82’ Tettey |

| Arbitro: | Sælen (Bergen) |

|                        |           |              |
| Reginiussen 14’ (aut.) | Marcatori | 90’ Sequeira |

| Arbitro: | Helgerud (Lier) |

|                            |           |                     |
| Lindpere 56’ Moldskred 70’ | Marcatori | 71’ (rig.) Sobotzik |

| Arbitro: | Sandmoen |

|                           |           |           |
| Gashi 42’ Elyounoussi 60’ | Marcatori | 90’ Karim |

| Arbitro: | Hagen (Grue) |

|                             |           |                                     |
| Rushfeldt 40’ Moldskred 63’ | Marcatori | 2’ Ruud 5’, 29’ Bärlin 57’ Sørensen |

| Arbitro: | Sandmoen |

|  |           |                                         |
|  | Marcatori | 10’ Strand 32’ Lindpere 51’ Reginiussen |

| Arbitro: | Alseth (Stjørdal) |

|                           |           |          |
| Moldskred 6’ Yndestad 67’ | Marcatori | 79’ Hoff |

| Arbitro: | Hagen (Grue) |

|                        |           |                                       |
| Aubynn 21’, 61’ (rig.) | Marcatori | 6’ Moldskred 65’ Strand 80’ Rushfeldt |

| Arbitro: | Sandmoen |

|                             |           |                     |
| Lindpere 3’ Soma 36’ (aut.) | Marcatori | 80’ (rig.) Stokholm |

| Arbitro: | Sælen (Bergen) |

|                             |           |                                  |
| Moldskred 13’ Rushfeldt 90’ | Marcatori | 20’ (rig.) Bergdølmo 69’ Winsnes |

| Arbitro: | Helgerud (Lier) |

|                                                   |           |  |
| Gunnarsson 54’ Nannskog 57’ (rig.), 68’, 88’, 90’ | Marcatori |  |

| Arbitro: | Sandmoen |

|                         |           |  |
| Moldskred 32’, 53’, 56’ | Marcatori |  |

### Coppa di Norvegia
| Arbitro: | Sørensen (Lier) |

|  |           |                           |
|  | Marcatori | 8’ Lindpere 24’, 30’ Årst |

| Arbitro: | Hafsås |

|  |           |                                                            |
|  | Marcatori | 32’ Rushfeldt 36’, 37’, 62’, 81’ Moldskred 54’ (rig.) Årst |

| Arbitro: | Hafsås |

|                                            |           |              |
| Rushfeldt 90’, 118’ Årst 105’ (rig.), 117’ | Marcatori | 2’ Johnsgård |

| Arbitro: | Olsen (Kristiansand) |

|                              |           |  |
| Tchoyi 20’ Nannskog 69’, 75’ | Marcatori |  |